# Sommer vorm Balkon
Sommer vorm Balkon ist ein 2004 gedrehter deutscher Film des Regisseurs Andreas Dresen. Er wurde ab September 2005 auf Filmfestivals gezeigt und kam am 5. Januar 2006 in die Kinos. In Deutschland erreichte der Film knapp eine Million Kinobesucher.

## Handlung
Die Freundinnen Katrin und Nike, beide jenseits der Dreißig, wohnen im selben, noch nicht sanierten Mietshaus aus der Gründerzeit an der Ecke Raumerstraße und Dunckerstraße in Prenzlauer Berg in Berlin. Sie verbringen oft zusammen die Abende auf Nikes Balkon, wo sie bis spät in die Nacht Wein trinken und plaudern. Katrin, aus Freiburg zugezogen, ist arbeitslos und alleinerziehende Mutter eines Sohnes. Nike ist gelernte Schneiderin, jobbt aber als mobile Altenpflegerin. Nachdem Katrin beinahe von einem LKW überfahren wurde, lernt Nike den Fahrer Ronald in ihrer Stammkneipe näher kennen und nimmt ihn mit zu sich nach Hause. Nach einer Liebesnacht zieht Ronald bei ihr ein. Katrin fühlt sich dadurch von ihrer Freundin allein gelassen. Ihre Arbeitslosigkeit und Einsamkeit versucht sie durch Alkohol zu betäuben. Nach einem Discoabend und einer versuchten Vergewaltigung eskaliert die Lebenssituation von Katrin. Sie wird wegen Alkoholmissbrauchs in die Psychiatrie gebracht und erhält Unterstützung. In der Zwischenzeit kümmert sich Nike um Katrins Sohn Max, der seinerseits ersten Liebeskummer hat. Auch Nikes neue Beziehung zu Ronald verläuft nicht problemlos. Sie erfährt, dass er verheiratet ist und Vater dreier Kinder von unterschiedlichen Frauen. Als Katrin aus dem Krankenhaus zurückkommt, macht er sich auch noch an sie ran. Nach einer letzten Nacht setzt Nike den Macho Ronald kurzerhand vor die Tür. Danach finden die Freundinnen wieder enger zueinander und verbringen die Sommerabende erneut auf Nikes Balkon. Das Schlussbild zeigt das Wohnhaus im Herbst zur Renovierung eingerüstet und nun unbewohnt.

## Hintergrund
Der Film wurde in der Umgebung des Helmholtzplatzes in Berlin-Prenzlauer Berg gefilmt. Das Mietshaus befindet sich an der südöstlichen Ecke des Platzes. Die Kneipenszenen wurden jedoch weiter entfernt in der Kneipe „Esmarch-Eck“ in der Esmarchstraße, im Bötzowkiez, gedreht. Axel Prahl hat einen Cameoauftritt als Kneipengast. Eine Fußgängerbrücke über die S-Bahn nahe der Schönhauser Allee, über die Katrins Sohn geht, war bereits 25 Jahre zuvor im vom selben Drehbuchautor Wolfgang Kohlhaase stammenden Film Solo Sunny im Bild.
Der Soundtrack setzt humorvoll zahlreiche deutsche Schlager wie Guten Morgen, Sonnenschein von Nana Mouskouri, Er gehört zu mir von Marianne Rosenberg und Ich liebe das Leben von Vicky Leandros ein.
Mit 967.767 Kinobesuchern war Sommer vorm Balkon auf Platz 9 der deutschsprachigen Produktionen, die 2006 in die Kinos kamen.

## Kritiken
„Unaufdringlich vermittelt die rundum stimmige melancholische Komödie über Liebe, Freundschaft, Solidarität, Arbeitslosigkeit und Einsamkeit die angeschnittenen Themen und beweist trotz der nachdenklichen Grundstimmung ein subtiles Gespür für das Komische im Alltag. Überzeugende Darsteller, der fast dokumentarische Anstrich und die kluge Musikauswahl machen den Film zum Erlebnis.“

„Mit präzisem Blick und großer Liebe zu den Figuren hat Regisseur Andreas Dresen die Geschichte von zwei Freundinnen verfilmt. Zwischen Himmel und Erde sitzen sie auf dem Balkon und blicken auf das bunte, schwierige Dasein, in dem die richtigen Männer oft die falschen sind.“

„Sommer vorm Balkon ist eine Sozialkomödie, die begeistert, anrührt und die Zuschauer geradezu beglückt – was sich über einen Film selten sagen lässt. Das liegt am brillanten Drehbuch des Solo Sunny-Autors Wolfgang Kohlhaase, dem erfrischend natürlichen Spiel seiner Hauptdarstellerinnen Nadja Uhl und Inka Friedrich und ganz besonders an der speziellen Fähigkeit von Andreas Dresen, das kleine Alltagsleben um die Ecke ungefiltert und lebensecht abzubilden. Mit der größten Leichtigkeit bezieht Dresen Laiendarsteller in die Handlung ein, die zum unverzichtbaren Bestandteil des Films werden und ihn stimmig in den jeweiligen Milieus verwurzeln. Dieser Sommer ist ein Geschenk. Lassen Sie es sich nicht entgehen. – Ungeschönte, herzerwärmende Sozialromanze über die Illusion von der heilen Welt und die Suche nach dem kleinen Glück und dem richtigen Partner“

„Andreas Dresen ist das Glückskind unter den deutschen Regisseuren: Die Kritiker mögen ihn, die Zuschauer aber auch.“

## Auszeichnungen
- Bayerischer Filmpreis 2005: Regiepreis für Andreas Dresen
- Sechs Nominierungen für den Deutschen Filmpreis 2006: Bester Spielfilm, Beste darstellerische Leistung – weibliche Hauptrolle (Inka Friedrich und Nadja Uhl), Beste darstellerische Leistung – männliche Nebenrolle (Andreas Schmidt), Beste Regie, Bestes Drehbuch
- Silver Shell for Best Screenplay (Preis der Internationalen Jury für das Beste Drehbuch), beim Internationalen Film-Festival San Sebastián 2005 (Andreas Dresen war nominiert für die Golden Seashell)
- Silver Hugo Award – Best Actress (Preis der Internationalen Jury für die besten Darstellerinnen) für Inka Friedrich und Nadja Uhl beim 41. Chicago International Film Festival
- Ernst-Lubitsch-Preis 2006
- Preis der deutschen Filmkritik 2006 für das beste Drehbuch
- Undine Award 2006 für Vincent Redetzki als Bester Filmdebütant; Nominierungen für Lil Oggesen (Beste Filmdebütantin) und Stephanie Schönfeld (Beste jugendliche Nebendarstellerin)
- Die Deutsche Film- und Medienbewertung FBW in Wiesbaden verlieh dem Film das Prädikat Besonders wertvoll.
- Jury der Evangelischen Filmarbeit: Film des Monats Januar 2006